# José Rivera Martínez
José Daniel Rivera Martínez (Tarapoto, 8 de mayo de 1997) es un futbolista peruano. Juega como delantero y su equipo actual es el Universitario de Deportes de la Liga 1 de Perú. Forma parte de la selección de fútbol del Perú.

## Trayectoria

### Unión Comercio
Rivera en 2016 fue promovido al primer equipo de Unión Comercio proveniente de la reserva, a la cual pertenecía desde hace tres años.
Luego de salir un partido en banca de suplentes, debutó profesionalmente bajo el mando de Walter Aristizábal, a los 19 años el 11 de septiembre de 2016 en la victoria de visita por 1-0 sobre Universidad César Vallejo, haciendo un correcto partido y siendo reemplazado en el segundo tiempo por José Montiel.
Al año siguiente, específicamente el 13 de mayo de 2017, Rivera marcó su primer gol como profesional en la victoria por 2-1 sobre Alianza Atlético. Aquel temporada no gozó de continuidad debido al buen momento del colombiano Cristian Lasso, quien era figura del plantel selvático. En la campaña 2018, gozó de más regularidad anotando 7 goles en 31 partidos jugados. En la temporada 2019 jugó casi todos los partidos de la Liga 1 con Comercio, anotando 4 goles y dando 5 asistencias en 33 juegos de liga, siendo el máximo asistidor de su equipo, sin embargo no pudo evitar el descenso de Comercio en la última fecha frente a Alianza Lima.

### Cusco F. C.
El 10 de febrero de 2020 fue anunciado como nuevo refuerzo del Cusco F. C., ex-Real Garcilaso, debutando el 2 de marzo en la derrota por 3-2 ante Sport Huancayo por la fecha 4 del Torneo Apertura 2020, reemplazando a Miguel Aucca al minuto 54.

### Club Universitario De Deportes
El 17 de noviembre de 2022 fue anunciado como nuevo refuerzo del Universitario de Deportes. Su debut oficial con el plantel merengue fue por la fecha 3 del Torneo Apertura frente a la Academia Cantolao, el encuentro terminaría 4 a 0 a favor de los merengues.
El lunes 24 de abril de 2023 , anotó su primer tanto con camiseta crema, en la victoria de "La U" 2 a 0 contra Sporting Cristal, José Rivera celebró como Spiderman y consiguió nuevos sobrenombres como "El Tunche Araña". En la temporada 2023 salió campeón nacional al vencer en la final a Alianza Lima, obteniendo su primer título nacional. El 2024 jugó un total de 32 partidos y logró anotar 11 goles. A final de año sería bicampeón nacional con el plantel crema en el año de su centenario.

### José Rivera y su relación con Spider-Man
José Rivera, futbolista peruano, es conocido no solo por su desempeño en el campo de juego, sino también por su característico homenaje al superhéroe Spider-Man en sus celebraciones de gol. Recalcar que aquel año José ha aclarado que desde niño es fanático del superhéroe aráncnido. Esta conexión se extendió el 24 de abril de 2023, cuando Rivera, tras marcar un gol frente a Sporting Cristal, celebró imitando los movimientos icónicos del personaje de Marvel, . Desde entonces, esta temática se convirtió en su sello distintivo, replicándola de manera frecuente en sus anotaciones. El 12 de noviembre de 2023, en la celebración del título obtenido por Universitario de Deportes al conquistar su estrella número 27, Rivera sorprendió a los aficionados al presentarse en la ceremonia de premiación con una máscara de Spider-Man de Peter Parker. Este detalle fue un obsequio de un fanático aquel día. Durante 2024, el delantero mantuvo esta tradición, anotando más de diez goles y celebrando como el "Hombre Araña". Además, compartió en sus redes sociales múltiples diseños creados por seguidores que lo asociaban con el personaje. El 9 de noviembre de 2024, luego de que Universitario lograra el bicampeonato, José Rivera volvió a destacar al usar una máscara de Spider-Man durante la celebración, pero esta vez inspirada en el personaje de Miles Morales, generando entusiasmo entre los más de 60,000 asistentes al evento que se dio en el estadio Monumental de Lima. Su originalidad y carisma han consolidado a Rivera como una figura querida no solo por los hinchas de Universitario, sino también por seguidores del fútbol peruano y admiradores del icónico superhéroe en Perú.

## Selección nacional
En mayo de 2019, fue convocado a la selección sub-23 de Perú por Nolberto Solano para el segundo microciclo con miras a los Juegos Panamericanos de 2019 y el 27 de junio se anunció su convocatoria en la lista final de 18 convocados para dicho torneo. Solo jugó un partido, en el empate y posterior victoria por penales ante Ecuador, lo cual permitió a Perú ubicarse en la séptima posición. Tiempo después fue incluido en la lista final para participar en el Torneo Preolímpico Sudamericano Sub-23 de 2020, donde disputó dos encuentros. Hizo su debut oficial con la selección absoluta el 16 de noviembre de 2022 ante Paraguay.

#### Participación en Campeonatos Sudamericanos
| Torneo                     | Sede     | Resultado      | Partidos | Goles |
| -------------------------- | -------- | -------------- | -------- | ----- |
| Preolímpico Sub-23 de 2020 | Colombia | Fase de grupos | 2        | 0     |

#### Participación en Juegos Panamericanos
| Torneo                       | Sede | Resultado     | Partidos | Goles |
| ---------------------------- | ---- | ------------- | -------- | ----- |
| Juegos Panamericanos de 2019 | Perú | Séptimo lugar | 1        | 0     |

#### Participaciones en Copas América
| Torneo            | Sede           | Resultado      | Partidos | Goles |
| ----------------- | -------------- | -------------- | -------- | ----- |
| Copa América 2024 | Estados Unidos | Fase de grupos | 1        | 0     |

### Partidos con la selección absoluta
| \| PJ \| Fecha \| Ciudad \| Local \| Resultado \| Visitante \| Competición \| \| -- \| ---------- \| ------ \| ----- \| --------- \| -------------------- \| ----------- \| \| 1. \| 16-11-2022 \| Lima \| Perú \| (1:0) \| Paraguay \| Amistoso \| \| 2. \| 26-03-2024 \| Lima \| Perú \| (4:1) \| República Dominicana \| Amistoso \| |            |        |       |           |                      |             |
| PJ | Fecha      | Ciudad | Local | Resultado | Visitante            | Competición |
| 1. | 16-11-2022 | Lima   | Perú  | (1:0)     | Paraguay             | Amistoso    |
| 2. | 26-03-2024 | Lima   | Perú  | (4:1)     | República Dominicana | Amistoso    |

## Estadísticas

### Clubes
Actualizado al último partido disputado el 9 de agosto de 2024. 
| Club                                                                                   | Div.          | Temporada     | Liga  | Liga  | Liga   | Copas nacionales(1) | Copas nacionales(1) | Copas nacionales(1) | Copas internacionales | Copas internacionales | Copas internacionales | Total(2) | Total(2) | Total(2) |
| Club                                                                                   | Div.          | Temporada     | Part. | Goles | Asist. | Part.               | Goles               | Asist.              | Part.                 | Goles                 | Asist.                | Part.    | Goles    | Asist.   |
| -------------------------------------------------------------------------------------- | ------------- | ------------- | ----- | ----- | ------ | ------------------- | ------------------- | ------------------- | --------------------- | --------------------- | --------------------- | -------- | -------- | -------- |
| Unión Comercio · Perú                                                                  | 1.ª           | 2016          | 11    | 0     | 0      | -                   | -                   | -                   | -                     | -                     | -                     | 11       | 0        | 0        |
| Unión Comercio · Perú                                                                  | 1.ª           | 2017          | 11    | 2     | 1      | -                   | -                   | -                   | -                     | -                     | -                     | 11       | 2        | 1        |
| Unión Comercio · Perú                                                                  | 1.ª           | 2018          | 32    | 7     | 0      | -                   | -                   | -                   | -                     | -                     | -                     | 32       | 7        | 0        |
| Unión Comercio · Perú                                                                  | 1.ª           | 2019          | 32    | 4     | 7      | 3                   | 0                   | 1                   | -                     | -                     | -                     | 35       | 4        | 8        |
| Unión Comercio · Perú                                                                  | Total club    | Total club    | 86    | 13    | 8      | 3                   | 0                   | 1                   | 0                     | 0                     | 0                     | 89       | 13       | 9        |
| Cusco F. C. · Perú                                                                     | 1.ª           | 2020          | 20    | 8     | 1      | -                   | -                   | -                   | -                     | -                     | -                     | 20       | 8        | 1        |
| Cusco F. C. · Perú                                                                     | 1.ª           | 2021          | 20    | 3     | 2      | 1                   | 0                   | 0                   | -                     | -                     | -                     | 21       | 3        | 2        |
| Cusco F. C. · Perú                                                                     | Total club    | Total club    | 40    | 11    | 3      | 1                   | 0                   | 0                   | 0                     | 0                     | 0                     | 41       | 11       | 3        |
| Carlos A. Mannucci · Perú                                                              | 1.ª           | 2022          | 34    | 7     | 2      | -                   | -                   | -                   | -                     | -                     | -                     | 34       | 7        | 2        |
| Carlos A. Mannucci · Perú                                                              | Total club    | Total club    | 34    | 7     | 2      | 0                   | 0                   | 0                   | 0                     | 0                     | 0                     | 34       | 7        | 2        |
| Universitario de Deportes · Perú                                                       | 1.ª           | 2023          | 26    | 3     | 2      | -                   | -                   | -                   | 5                     | 0                     | 0                     | 31       | 3        | 2        |
| Universitario de Deportes · Perú                                                       | 1.ª           | 2024          | 28    | 9     | 1      | -                   | -                   | -                   | 4                     | 2                     | 0                     | 32       | 11       | 1        |
| Universitario de Deportes · Perú                                                       |               | 2025          | 20    | 8     | 0      | -                   | -                   | -                   | 6                     | 0                     | 0                     | 26       | 8        | 0        |
| Universitario de Deportes · Perú                                                       | Total club    | Total club    | 74    | 20    | 3      | 0                   | 0                   | 0                   | 15                    | 2                     | 0                     | 89       | 22       | 3        |
| Total carrera                                                                          | Total carrera | Total carrera | 234   | 51    | 16     | 4                   | 0                   | 1                   | 15                    | 2                     | 0                     | 253      | 53       | 17       |
| (1) Incluye datos de la Copa Bicentenario. (2) No incluye goles en partidos amistosos. |               |               |       |       |        |                     |                     |                     |                       |                       |                       |          |          |          |

## Palmarés

### Títulos nacionales
| Título                    | Club                      | País | Año  |
| ------------------------- | ------------------------- | ---- | ---- |
| Torneo Clausura           | Universitario de Deportes | Perú | 2023 |
| Primera División del Perú | Universitario de Deportes | Perú | 2023 |
| Torneo Apertura           | Universitario de Deportes | Perú | 2024 |
| Torneo Clausura           | Universitario de Deportes | Perú | 2024 |
| Primera División del Perú | Universitario de Deportes | Perú | 2024 |
| Torneo Apertura           | Universitario de Deportes | Perú | 2025 |

### Distinciones individuales
| Distinción                                    | Año  |
| --------------------------------------------- | ---- |
| Hero of the Week en la Copa Libertadores 2024 | 2024 |